# Босман—Соколовац
Босман—Соколовац је пешачка стаза туристичког карактера у НП Ђердап, која креће од Ђердапске магистрале, са које се одваја шумски пут, већим делом иде ивицом локалитета у режиму заштите I степена Босман—Соколовац, пење се од Босмана до врха Соколовац и спушта се поред реке Песаче до Дунава.
Пролази кроз типичну заједницу ниских шума и шибљака, реликтну заједницу мешовитог састава са карактеристичним врстама и осиромашену заједницу букве и мечје леске. Значајно је геолошко налазиште мезозојске лијаске фауне. На 600m од почетка стазе наилази се седименте из јуре. Морски седименти јуре су и у сливу Песаче, на крају стазе. Стаза пролази поред неколико извора који су погодни за одмориште.
Стаза је средње тешка, дужине 10km, просечног нагиба 15%, са планираним временом проласка од четири сата.